# Rebola
Rebola (auch: Mikomeseng) ist ein Ort und ein Verwaltungsbezirk in Äquatorialguinea. Im Jahre 2008 hatte der Bezirk eine Bevölkerung von 5450 Personen.

## Lage
Die Stadt liegt auf der Insel Bioko im Golf von Guinea in der Provinz Bioko Norte, deren Hauptort sie ist, nur wenige Kilometer südöstlich der Landeshauptstadt Malabo.

## Klima
Nach dem Köppen-Geiger-System zeichnet sich Rebola durch ein tropisches Klima mit der Kurzbezeichnung Am aus.